# Sfinții Trei Ierarhi

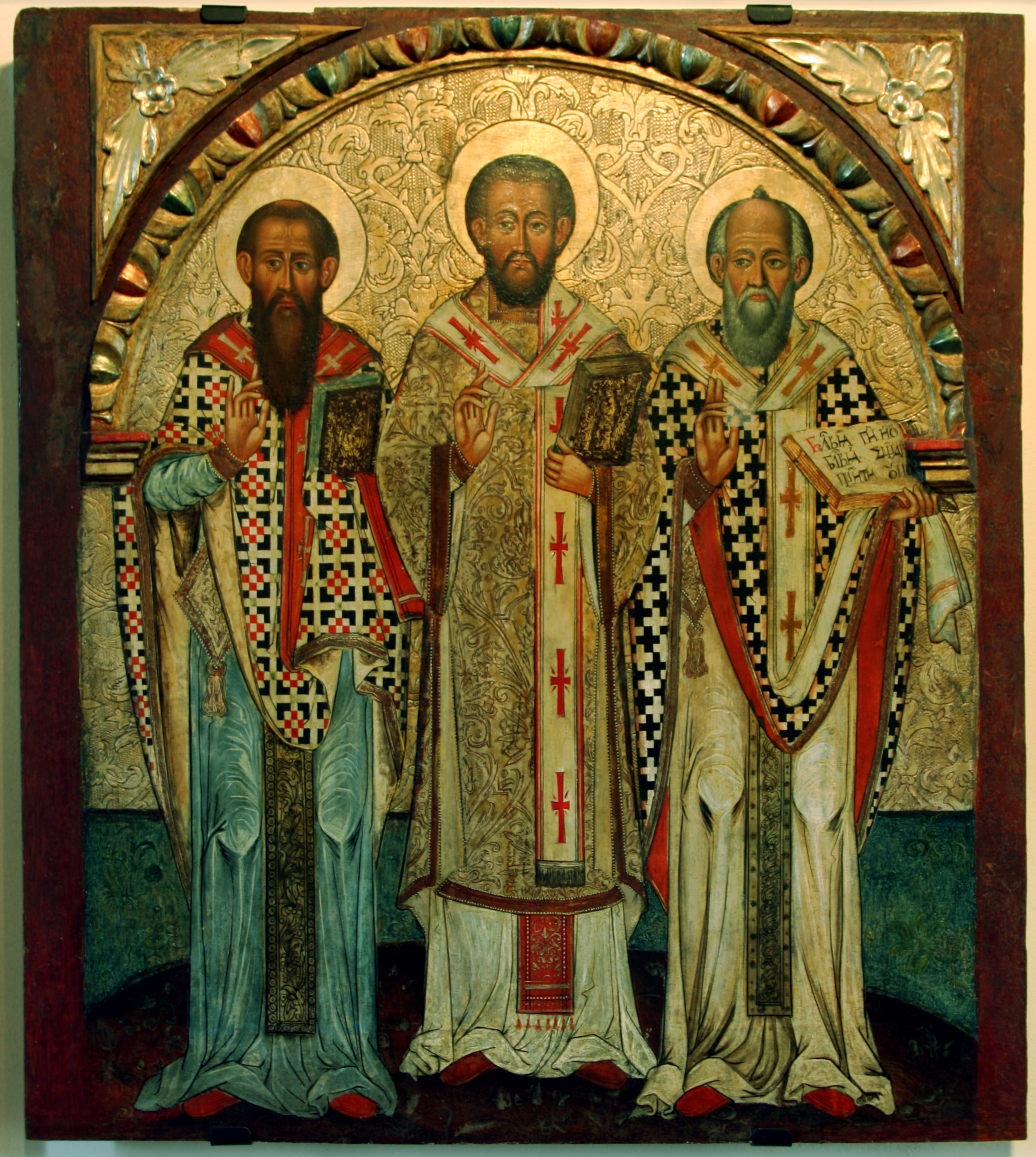
Icoană a Celor Trei Ierarhi: Vasile cel Mare (stânga), Ioan Gură de Aur (centru) și Grigore de Nazianz (dreapta)—de la Lipie, Muzeul istoric din Sanok, Polonia.

Cei Trei Ierarhi (în greacă veche Οἱ Τρεῖς Ἱεράρχαι; în  greacă Οι Τρεις Ιεράρχες) din creștinismul răsăritean se referă la Vasile cel Mare (cunoscut și sub numele de Vasile din Cezareea), Grigorie Teologul (cunoscut și sub numele de Grigore de Nazianz) și Ioan Gură de Aur (Ioan Crisostom). Ei au fost episcopi puternic influenți ai bisericii timpurii, care au jucat roluri esențiale în conturarea teologiei creștine. În creștinismul răsăritean sunt cunoscuți și sub numele de cei trei mari Ierarhi și învățători ecumenici, în timp ce în catolicismul roman, cei trei sunt onorați ca Doctori ai Bisericii. Cei trei sunt venerați ca sfinți în ortodoxia estică, catolicism, anglicanism și alte biserici creștine.

Sfinții Trei Ierarhi sunt sărbătoriți împreună în Biserica Ortodoxă la 30 ianuarie.

## Origini ale termenului
În Constantinopolul secolului al XI-lea au existat probleme în legătură cu care dintre cei trei ierarhi a fost cel mai mare. Unii au susținut că Vasile era superior celorlalți doi datorită explicațiilor sale despre credința creștină și exemplul monahal. Susținătorii lui Ioan Gură de Aur au declarat că „Gură de Aur” (greacă Χρυσόστομος) arhiepiscopul Constantinopolului a fost de neegalat atât în elocvență, cât și în aducerea păcătoșilor la pocăință. Un al treilea grup a insistat că prietenul apropiat al lui Vasile, Grigorie Teologul, a fost preferat celorlalți datorită măreției, purității și profunzimii omiliilor sale și apărarea credinței sale de erezia ariană. Toți trei au zile de sărbătoare separate în ianuarie: Vasile la 1 ianuarie, Grigore pe 25 ianuarie și Gură de Aur pe 27 ianuarie. Bisericile răsăritene învață că cei trei ierarhi au apărut împreună într-o viziune către Sfântul Ioan Mauropous, episcopul Euchaitei, în anul 1084, și au spus că sunt egali în fața lui Dumnezeu: „Nu există diviziuni între noi și nici o opoziție unul față de celălalt.” Drept urmare, o zi de sărbătoare (30 ianuarie) care îi comemorează în comun pe cei trei ierarhi a fost instituită în jurul anului 1100, sub Împăratul bizantin Alexie I Comnenul.

## Legături externe
- The Three Holy Hierarchs (Greek Orthodox Archdiocese)
- Synaxis of the Ecumenical Teachers and Hierarchs: Basil the Great, Gregory the Theologian, and John Chrysostom Orthodox synaxarion